# Luigi Simoni
Luigi Simoni, más conocido como Gigi Simoni (Crevalcore, Bolonia, Italia, 22 de enero de 1939 - Pisa, 22 de mayo de 2020), fue un futbolista, entrenador y dirigente deportivo italiano.

## Trayectoria
Simoni se formó en las categorías inferiores de la Fiorentina. Durante su carrera de futbolista (1959-1974), vistió la camiseta de Mantova, Napoli, Torino, Juventus, Brescia y Genoa.
Debutó como entrenador en febrero de 1975, en el banquillo del Genoa, donde dos años después obtuvo el ascenso a la Serie A. En 1978 pasó al Brescia, al que llevó a la máxima categoría del Calcio en 1982, para luego volver al equipo genovés. Posteriormente fue técnico de varios equipos de segunda categoría italiana, como Pisa (con el que ganó el campeonato de Serie B 1984/85 y logró el ascenso a la Serie A en 1987), Lazio, Empoli y Cosenza.
En 1990 fichó por el Carrarese, con el que ganó el campeonato de Serie C2 (cuarta categoría) en 1992. Luego se quedó cuatro temporadas con el Cremonese, logrando un ascenso a la Serie A en 1993 y, en el mismo año, la Copa Anglo-Italiana, ganándole 3:1 al Derby County en Wembley. En verano de 1996 fue contratado por el Napoli, donde fue cesado del cargo a pocas fechas del final del campeonato.
Durante la temporada sucesiva se asentó en el banquillo del Inter de Milán, finalizando subcampeón de la Serie A y ganando la Copa de la UEFA 1997-98, en una final "italiana" ante el Lazio; al término de esa exitosa temporada le fue entregado el premio Panchina d'Oro.
Tras entrenar a Piacenza, Torino, al CSKA Sofia búlgaro y Ancona, en 2003 volvió al Napoli. La temporada 2004/05 fue para Simoni la última como técnico en Serie A, en el Siena. En 2005 pasó al Lucchese, en tercera categoría italiana. Su club del retiro fue el Gubbio, del que fue también director técnico. El 28 de enero de 2013 fue el director técnico del Cremonese.

## Clubes

### Como futbolista
| Club                   | País   | Año       |
| ---------------------- | ------ | --------- |
| AC Mantova             | Italia | 1959-1961 |
| SSC Napoli             | Italia | 1961-1962 |
| AC Mantova             | Italia | 1962-1964 |
| AC Torino              | Italia | 1964-1967 |
| Juventus Football Club | Italia | 1967-1968 |
| Brescia Calcio         | Italia | 1968-1971 |
| Genoa CFC              | Italia | 1971-1974 |

### Como entrenador
| Club                 | País     | Año       |
| -------------------- | -------- | --------- |
| Genoa CFC            | Italia   | 1974-1978 |
| Brescia Calcio       | Italia   | 1978-1980 |
| Genoa CFC            | Italia   | 1980-1984 |
| Pisa Calcio          | Italia   | 1984-1985 |
| SS Lazio             | Italia   | 1985-1986 |
| Pisa Calcio          | Italia   | 1986-1987 |
| Genoa CFC            | Italia   | 1987-1988 |
| Empoli FC            | Italia   | 1988-1989 |
| Cosenza Calcio       | Italia   | 1989-1990 |
| Carrarese Calcio     | Italia   | 1990-1992 |
| US Cremonese         | Italia   | 1992-1996 |
| SSC Napoli           | Italia   | 1996-1997 |
| FC Inter de Milán    | Italia   | 1997-1999 |
| Piacenza Calcio      | Italia   | 1999-2000 |
| Torino Calcio        | Italia   | 2000-2001 |
| CSKA Sofia           | Bulgaria | 2001-2002 |
| AC Ancona            | Italia   | 2002-2003 |
| SSC Napoli           | Italia   | 2003-2004 |
| AC Siena             | Italia   | 2004-2005 |
| AS Lucchese Libertas | Italia   | 2005-2006 |
| AS Gubbio            | Italia   | 2011-2012 |

## Palmarés

### Como futbolista

#### Campeonatos nacionales
| Título         | Club       | País   | Año     |
| -------------- | ---------- | ------ | ------- |
| Copa de Italia | SSC Napoli | Italia | 1961-62 |
| Serie B        | Genoa CFC  | Italia | 1972-73 |

### Como entrenador

#### Campeonatos nacionales
| Título   | Club             | País   | Año     |
| -------- | ---------------- | ------ | ------- |
| Serie B  | Genoa CFC        | Italia | 1975-76 |
| Serie B  | Pisa Calcio      | Italia | 1984-85 |
| Serie C2 | Carrarese Calcio | Italia | 1991-92 |

#### Copas internacionales
| Título              | Club              | País   | Año     |
| ------------------- | ----------------- | ------ | ------- |
| Copa Anglo-Italiana | US Cremonese      | Italia | 1992-93 |
| Copa de la UEFA     | FC Inter de Milán | Italia | 1997-98 |

### Distinciones individuales
| Distinción     | Año       |
| -------------- | --------- |
| Panchina d'Oro | 1997-1998 |

## Fallecimiento
El 22 de mayo de 2020 sufrió un accidente cerebrovascular en su domicilio de San Piero a Grado (Pisa). Tras un empeoramiento de su estado de salud fue ingresado en un hospital y trasladado después al Hospital de Pisa a causa de la pandemia de coronavirus en Italia. Falleció en dicho hospital, en Pisa, el 22 de mayo del mismo año. Tenía ochenta y un años.